# Niccolò Gattilusio (seigneur de Lesbos)
Ne doit pas être confondu avec Niccolò Gattilusio (seigneur d'Aïnos).
Niccolò Gattilusio (mort en 1462) est le sixième et dernier seigneur de Lesbos (1458-1462), de la famille gênoise Gattilusi. Il est le fils cadet de Dorino Ier Gattilusio et d'Orietta Doria. 

## Biographie
Niccolò Gattilusio dépose son frère aîné Domenico Gattilusio (en), le jette en prison et le fait étrangler. Le sultan ottoman Mehmed II utilise ce crime comme prétexte pour envahir Lesbos. Selon l'historien Franz Babinger, la véritable motivation de Mehmed II était que Niccolò Gattilusio avait abrité des pirates catalans en échange d'une part considérable de leur butin ; ces pirates s'attaquaient à la côte anatolienne voisine, enlevant ses habitants, les vendant comme esclaves.
En 1462, Mehmed II quitte Constantinople à la tête d'un détachement de janissaires et traverse l'Anatolie jusqu'à Assos (près de l'actuelle Behram Kõy), où il est accueilli le 1er septembre par une flotte comprenant le reste de ses forces, après quoi il traverse vers Lesbos. Ses troupes commencent par dévaster la campagne, dans l'espoir d'intimider Niccolò pour qu'il se rende, mais ce dernier, confiant dans les fortifications de sa ville de Mytilène et sa garnison de 5 000 hommes, annonce qu'il va se battre. Le sultan Mehmed II entreprend alors de conquérir Mytilène : après quatre jours d'affrontements, Mehmed II ordonne de bombarder la ville avec les six canons géants qu'il avait apportés avec lui. Les dégâts causés par ces canons ne peuvent être réparés, et lorsque les Janissaires pénètrent dans la ville, Niccolò Gattilusio doit reconnaître sa défaite. Il cède Mytilène et le reste de l'île.
Niccolò est conduit en captivité à Constantinople, avec la plupart de sa famille. Il s'y convertit à l'Islam et est brièvement libéré. Sa sœur Maria Gattilusio (veuve d'Alexandre, le frère de l'empereur David de Trébizonde), que l'on disait charmante, entre dans le harem impérial. Son fils Alexios devient un page et, comme le rapportent certaines sources, un favori du sultan, mais il semble avoir été décapité peu de temps après.
Mehmed II découvre alors qu'un de ses pages préférés, qui s'était enfui de chez lui quelque temps auparavant, était devenu chrétien et avait été intégré dans la suite de Niccolò Gattilusio. Cette dernière indignité semble avoir précipité la condamnation à mort de Niccolò Gattilusio. Il est étranglé à mort avec une corde d'arc à Constantinople. 